# Франц Фердинанд
Франц Фердина́нд Карл Лю́двиг Йо́зеф фон Эстеррайх-Эсте (эрцге́рцог д’Э́сте) (нем. Franz Ferdinand von Österreich-Este; 18 декабря 1863, Грац, Австрийская империя — 28 июня 1914, Сараево, Австро-Венгрия) — эрцгерцог австрийский, с 1896 года наследник престола Австро-Венгрии. Генерал от кавалерии (1899). Убит сербским студентом Гаврилой Принципом, входившим в группу из шести террористов (пять сербов и один босниец), координировавшихся Данилой Иличем. Убийство Франца Фердинанда стало катализатором для международного кризиса, приведшего к началу Первой мировой войны.

## Биография
Старший сын эрцгерцога Карла Людвига (1833—1896) (брата императора Франца Иосифа) и Марии Аннунциаты (1843—1871), принцессы Обеих Сицилий.
В 1875 году он наследовал значительное состояние и имя д’Эсте от представителя боковой ветви Габсбург-Лотарингского дома, линии Австрийских-Эсте Франческо V, герцога Моденского, а в 1896 году, после смерти отца, стал наследником австро-венгерского престола. Однако фактически к престолу Франца Фердинанда стали готовить раньше, после самоубийства кронпринца Рудольфа, единственного сына его дяди Франца Иосифа, в 1889 году.
Получил военное образование. В 1893 году Франц Фердинанд совершил большое путешествие вокруг света, посетив на крейсере «Кайзерин Элизабет» Австралию, Новую Зеландию, Новые Гебриды, Соломоновы острова, Новую Гвинею, Саравак, Таиланд, Японию. Из Иокогамы он проследовал в Ванкувер на пароходе «Empress of China» и через Канаду вернулся в Европу.  В 1895–1898 гг. эрцгерцог лечился от туберкулёза. Для этого он уезжал из Вены и проходил лечение на курортах Адриатического моря и швейцарского Давоса. В 1895—1896 годах он издал в Вене описание кругосветного путешествия «Tagebuch meiner Reise um die Erde». В 1898 году Франц Фердинанд назначен заместителем императора в верховном командовании армией. Время от времени император направлял его с представительскими миссиями за рубеж. Франц Фердинанд образовал собственную «канцелярию» в своей венской резиденции — Бельведерском дворце, где собрал вокруг себя советников: графа Чернина, генерала (впоследствии—фельдмаршала) Конрада фон Гетцендорфа и других.

## Брак и дети

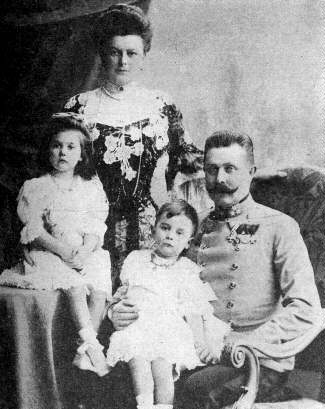
Эрцгерцог Франц Фердинанд с семьёй.

в 1900 году Франц Фердинанд женился морганатическим браком на чешской графине Софии Хотек (1868—1914), с которой познакомился на балу в Пражском Граде. Выйдя замуж, она получила титул княгини Гогенберг. Перед бракосочетанием, совершённым с согласия императора, Франц Фердинанд должен был торжественно отречься за своих будущих детей от прав на престолонаследие. Сообщение об этом и соответствующий законопроект были приняты в австрийском рейхсрате довольно спокойно; только младочехи воспользовались случаем, чтобы ещё раз потребовать отделения богемской короны от австрийской. В венгерском рейхстаге оппозиция настаивала на том, что венгерские законы не знают морганатических браков, и, следовательно, брак Франца Фердинанда должен быть признан вполне законным. Премьер-министр Кальман Селль отстаивал проект, и он был принят лишь после бурных дебатов.
Семья Франца Фердинанда проживала в австрийском замке Артштеттен и в замке Конопиште, в Чехии.
У Франца Фердинанда и Софии родилось трое детей: дочь и двое сыновей
- София (1901-1990)
- Максимилиан (1902-1962)
- Эрнст (1904-1954)

Дети носили фамилию Эсте и титул князей Гогенбергов. В 1938 году Максимилиан и Эрнст Гогенберги, как родственники Австрийского дома и противники аншлюса Австрии, были посажены по приказу Гитлера в концлагерь Дахау. Максимилиан был освобождён через 6 месяцев, а Эрнст переведён в другой лагерь и освобожден в 1943 году. Они оба пережили войну, и ныне существуют их потомки.

## Политическая деятельность
Франц Фердинанд не пользовался благосклонностью императора, который не допускал его к решению вопросов управления государством. Образовал круг единомышленников (т. н. партия Бельведер), состоящий из молодых политиков различных национальностей, занимавшихся разработкой планов реформирования империи.
Франц Фердинанд, планировавший после вступления на престол царствовать под именем Франца II, был сторонником доминирующего положения католической церкви и клерикализма, но вместе с тем несколько большего либерализма по отношению к национальным областям империи. В 1901 году Франц Фердинанд принял под своё попечительство «католический школьный союз», причем произнёс речь, выражавшую его симпатию стремлениям союза и отстаивавшую необходимость решительной борьбы с Los-von-Rom-Bewegung (движением «Прочь от Рима»). Речь эта вызвала сильное негодование во всей неклерикальной печати Австрии.
В 1902 году ездил как представитель императора в Лондон на празднества коронации Эдуарда VII.
В феврале 1902 года отправился в Санкт-Петербург с официальным визитом, чтобы поблагодарить Николая II, пожаловавшего ему звание генерала Императорской русской кавалерии. Во время поездки он хотел взять с собой графа Зичи, председателя Клерикально-народной партии. Селль, тогдашний венгерский министр-президент, протестовал против этого, и Франц Фердинанд должен был отказаться от сопутствия графа Зичи. Венгерский Рейхстаг подавляющим большинством одобрил поведение Селля.
В 1913 стал генеральным инспектором вооружённых сил империи.

## Идея триализма

Предполагаемая карта Соединённых Штатов Великой Австрии и основных этнических групп Австро-Венгрии

Франц Фердинанд в политике был жёстким реалистом: около 1906 года он составил план преобразования Австро-Венгрии, предполагавший снижение градуса межнациональных противоречий. План был составлен самим эрцгерцогом и Аурелем Поповичем, австро-румынским политиком и юристом, изложившим эти идеи в книге. По этому плану империя превращалась в Соединенные Штаты Великой Австрии — триединое государство (или Австро-Венгро-Славию), образовывались 12 национальных автономий для каждой крупной народности, проживавшей в империи (не считая 3 немецких образований, а также преимущественно немецких этнических анклавов в Трансильвании, Банате и крупных городах типа Праги, Будапешта и Львова): чешская Богемия, Словацкие земли, польская Западная Галиция, русинско-украинская Восточная Галиция, Венгрия, Секейские земли, Трансильвания, итальянский Тренто, итальянский Триест, словенская Крайна, Хорватия и сербская Воеводина. От преобразования дуалистической империи в «триалистическую» выигрывали и сами Габсбурги, и славянские народы. Чехи получили бы желаемую автономию и отказались бы от идеи свержения власти Габсбургов.
Главным и злейшим противником триализма являлась венгерская элита. Венгрия в результате компромисса с Габсбургами в 1867 году получила власть над 1/2 территории империи, а по плану Поповича теряла бы контроль над Хорватией, Словакией, Подкарпатской Русью, Трансильванией и Воеводиной. Остроту противоречий с Францем Фердинандом продемонстрировал его главный политический оппонент — премьер-министр Венгрии граф Иштван Тиса: «Если престолонаследник вздумает осуществить свой план, я подниму против него национальную революцию мадьяр и сотру с лица Земли» (что характерно, предводитель предыдущей венгерской революции Лайош Кошут был сторонником конфедеративного переустройства Австрийской империи с автономией национальных меньшинств).
Франц Фердинанд не любил русских и ещё больше сербов, но он категорически выступал против превентивной войны с Сербией, горячим сторонником которой был его протеже начальник Генерального штаба армии Австро-Венгрии Франц Конрад фон Гётцендорф. Такая война неминуемо вела бы к столкновению с Россией, чего престолонаследник стремился избежать в любом случае.

## Гибель
28 июня 1914 года эрцгерцог Франц Фердинанд прибыл в Сараево по приглашению генерала Оскара Потиорека. Эрцгерцог приехал в Сараево в годовщину поражения сербов на Косовом поле.
Организация «Млада Босна» решила убить Фердинанда. Убийство было поручено группе из шести заговорщиков. Все они были молодыми людьми, подданными Австро-Венгрии, уроженцами Боснии, православными сербами.
Около 10 утра чета прибыла в Сараево на поезде. В 10:10 кортеж из шести машин (эрцгерцог и графиня Хотек ехали во второй, вместе с Потиореком), приветствуемый толпами народа, миновал центральное отделение полиции. Машина эрцгерцога приблизилась к набережной реки Милячки — Аппель, где находились заговорщики. Охрана престолонаследника в тот день была подозрительно урезана, сыщики из Вены остались дома.
Гимназист Неделько Чабринович (серб. Недељко Чабриновић) бросил в сторону кортежа гранату, но промахнулся. Осколками был убит шофёр третьей машины и ранены её пассажиры, а также полицейский и прохожие из толпы. Чабринович проглотил заранее полученный им яд (цианистый калий), но его только стошнило. Возможно, вместо цианистого калия ему дали какой-то более слабый яд. Он прыгнул в реку, но уже в реке был схвачен, жестоко избит и передан в руки австрийцев. Другие заговорщики не смогли ничего сделать из-за заслонившей машину толпы народа. Покушение как будто провалилось.

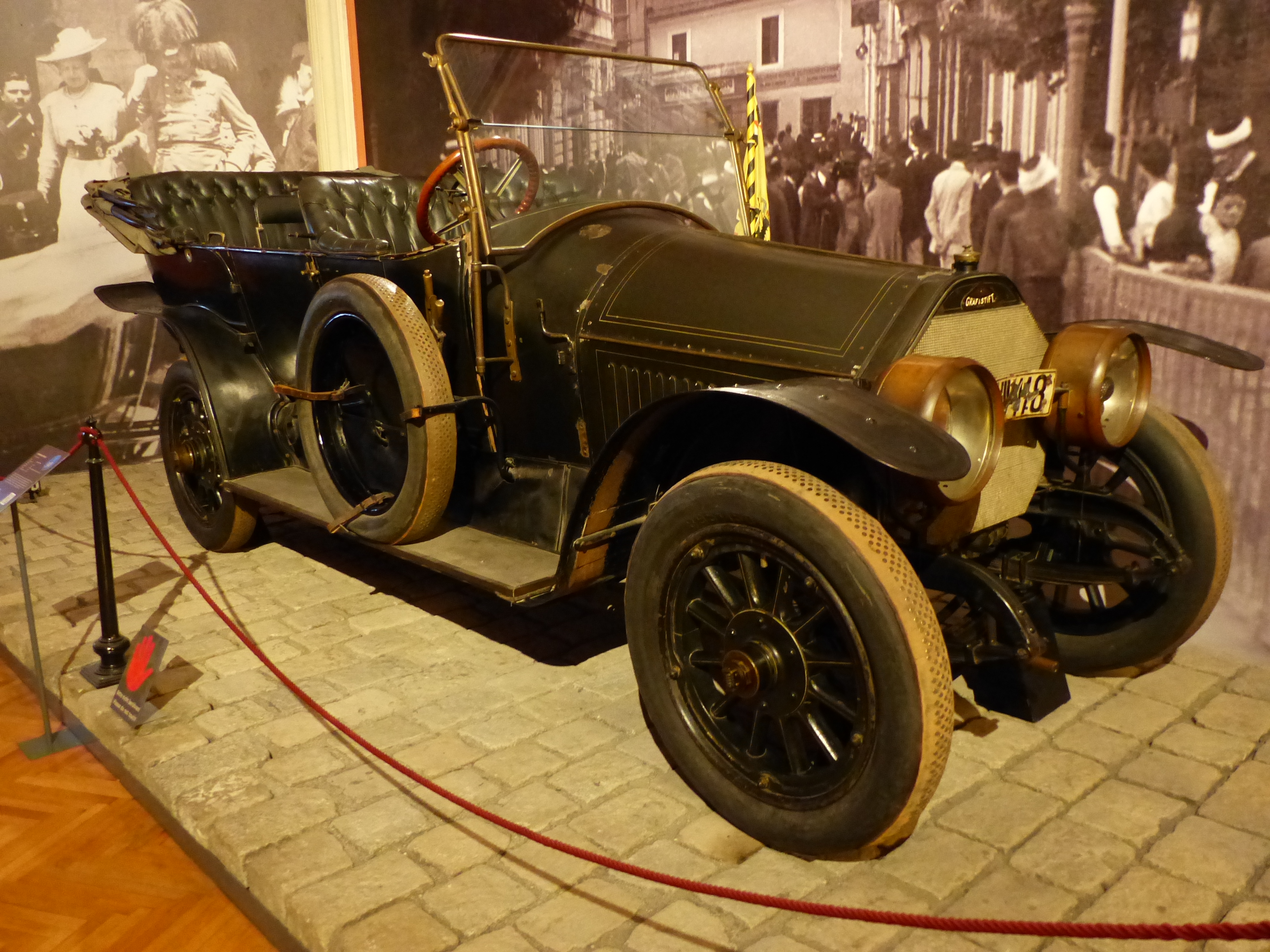
Автомобиль, в котором были убиты Франц Фердинанд и его супруга в Сараево. Военно-исторический музей (Вена)

Франц Фердинанд поехал в городскую ратушу. Автомобили проехали мимо Принципа. Но потому ли, что они теперь неслись быстро, или оттого, что, услышав гул взрыва, он счёл дело конченым, Принцип поступил так же, как Мухамед Мехмедбашич и Васо Чубрилович: он не воспользовался ни бомбой, ни револьвером.
В ратуше ещё ничего не знали о покушении. Бургомистр-мусульманин начал было цветистую приветственную речь. Эрцгерцог резко его оборвал: «Довольно глупостей! Мы приехали сюда как гости, а нас встречают бомбами! Какая низость!» Правда, тут же осёкся и сказал бургомистру: «Хорошо, говорите вашу речь…» Приветственная речь была сказана, эрцгерцог произнёс ответное слово… После чтения речей, один из придворных эрцгерцогской свиты, барон Морсе (Morsey), предложил Потиореку разогнать с улиц толпы, чтобы обезопасить эрцгерцога на пути в госпиталь, где он собирался навестить раненого графа Мериции, и в музей Сараево. В ответ Потиорек сказал «Вы думаете, что Сараево кишит убийцами?», и Франц Фердинанд решил поехать в больницу навестить раненых при покушении. Софи настояла на том, чтобы ехать с ним. Ехать решили по боковой набережной Аппель (Appel). Потиорек забыл сообщить шофёру Францу Урбану об изменении маршрута. Шофёр повернул на улицу Франца Иосифа. Только на углу названной улицы генерал Потиорек вдруг заметил ошибку. Он схватил шофёра за плечо и закричал: «Стой! Куда едешь? По набережной!»… Шофёр быстро затормозил и остановился, наскочив на выступ тротуара. И начал медленно разворачивать машину. По странному совпадению, там оказался Гаврило Принцип, выходивший из магазина Морица Шиллера. Он подбежал к машине, выхватил пистолет и выстрелил Софии в живот, а когда Франц Фердинанд (сидевший впереди супруги) повернулся, — прицелился и выстрелил ему в шею. Как и Чабринович, Принцип попытался отравиться, и его тоже вырвало. Затем он попробовал застрелиться, но набежавшие люди отобрали у него пистолет. Как и Чабриновича, его избили — так жестоко, что в тюрьме ему пришлось ампутировать руку. По другой версии маршрут не изменяли, а шофёр первой машины помогал заговорщикам.
Фердинанд и его жена были перевезены в резиденцию губернатора. София скончалась через несколько секунд, Франц Фердинанд прожил 10 минут после ранения.
Гибель Франца Фердинанда от рук сербских террористов явилась для Австро-Венгрии поводом к объявлению ультиматума Сербии. Сербию поддержала Россия, и это стало началом Первой мировой войны.
Так как дети Франца Фердинанда родились от морганатического брака, новым наследником престарелого Франца Иосифа I стал племянник Франца Фердинанда, сын умершего в 1906 году его младшего брата Отто, 27-летний эрцгерцог Карл. В 1916 году он стал последним правителем Австро-Венгрии.

## Память

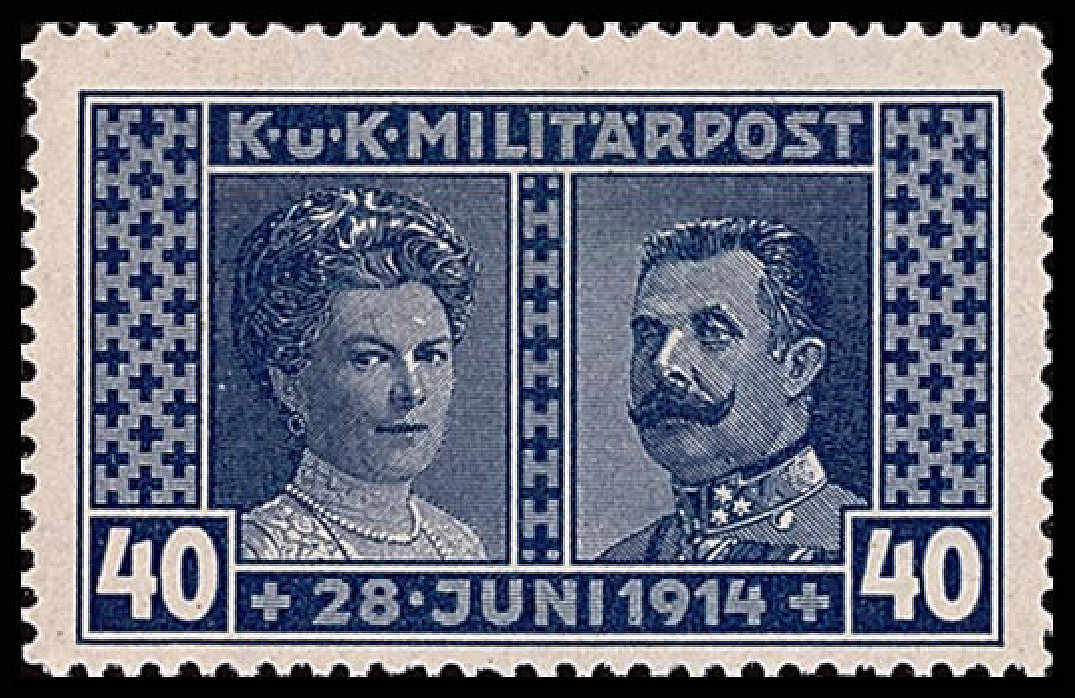
Почтовая марка Австро-Венгрии для Боснии и Герцеговины в память об эрцгерцоге Франце Фердинанде и княгине Софии, 40 геллеров, 1917 год. Продавалась с наценкой в 2 геллера для постройки храма «на крови» в Сараеве

- В 1917 году в Австро-Венгрии была выпущена серия из трёх почтовых марок для Боснии и Герцеговины в память об эрцгерцоге Франце Фердинанде и княгине Софии, номиналами в 10, 15 и 40 геллеров. Продавались они с наценкой в 2 геллера для постройки «храма на крови» в Сараеве.
- В 1990 году русский скульптор Г. Паршин изваял бюст Франца Фердинанда, с нимбом на голове. Скульптура называется «Жертвоприношение»[12].
- В 2001 году почтовая служба Маршалловых Островов выпустила марку в 60 центов с изображением Эрцгерцога Франца Фердинанда и Княгини Софии.
- В 2001 году была создана британская музыкальная инди-рок-группа Franz Ferdinand.
- В 2014 году почтовые ведомства разных стран выпускали марки и блоки, посвященные Первой мировой войне, на некоторых из которых имелось изображение Эрцгерцога и Княгини (среди них, Австрия, Чехия, Мозамбик, Нигер, Гвинея-Бисау, Того и другие).
- В 2014 году в 100-летие со дня Сараевского убийства родом герцогов и князей фон Гогенберг была учреждена памятная медаль, на аверсе которой имеются профили Эрцгерцога Франца Фердинанда и Княгини Софии, а на реверсе помещено изображение замка Артштеттен. Медаль закреплена на традиционной для Австрии треугольной колодке. Лента бело-красного цвета.
- На пивоварне «Ferdinand», владельцем которой с 1887 года был эрцгерцог Франц Фердинанд, выпускается пиво Ferdinand Sedm Kuli. Свое название пиво получило в качестве напоминания об убийстве в Сараево, где в эрцгерцога было выпущено семь пуль[13].
- Франц Фердинанд один из главных героев фильма «Полковник Редль». Роль Франца Фердинанда исполнил Армин Мюллер-Шталь.
- В фильме «Покушение в Сараево» (реж. Велько Булайич) роль Франца Фердинанда исполнил Кристофер Пламмер.